# Charade Circuit
Charade Circuit – tor wyścigowy we Francji nieopodal miasta Clermont-Ferrand. W latach 1965–1972 organizowano na nim wyścigi Formuły 1 o Grand Prix Francji, a w latach 1958–1967 i 1972–1974 motocyklowe mistrzostwa świata.

## Zwycięzcy wyścigów Formuły 1
| Sezon | Kierowca       | Zespół       | Wyniki |
| ----- | -------------- | ------------ | ------ |
| 1965  | Jim Clark      | Lotus-Climax | Wyniki |
| 1969  | Jackie Stewart | Matra-Ford   | Wyniki |
| 1970  | Jochen Rindt   | Lotus-Ford   | Wyniki |
| 1972  | Jackie Stewart | Tyrrell-Ford | Wyniki |